# Деструкторы (экология)
| Пищевая цепь                    |
| ------------------------------- |
| Продуценты Консументы Редуценты |

Деструкторы — (сапротрофы) организмы, питающиеся мёртвым органическим веществом.
В зависимости от способа питания деструкторы делятся на детритофагов и редуцентов.
Детритофаги — организмы, способные разложить (разрушить) крупные органические молекулы на составные части. К ним относятся черви, улитки, мокрицы.
Редуценты — микроорганизмы (бактерии и грибы), разрушающие остатки мёртвых растений и животных и превращающие их в неорганические соединения.
Таким образом основная биологическая функция деструкторов — минерализация органического вещества.